# Tom Kenny
Thomas James Kenny, född 13 juli 1962 i Syracuse, New York, är en amerikansk röstskådespelare. Han är mest känd för sina roller som Svampbob Fyrkant i den titulära serien och Iskungen i TV-serien Äventyrsdags.

## Filmografi (i urval)
- 1993–1996 – Rockos moderna liv (TV-serie)
- 1996–2003 – Dexters laboratorium (TV-serie)
- 1996–2004 – Johnny Bravo (TV-serie)
- 1998–2005 – Powerpuffpinglorna (TV-serie)
- 1999–2023 – Svampbob Fyrkant (TV-serie)
- 2001 – Dr. Dolittle 2
- 2001–2017 – Fairly Odd Parents (TV-serie)
- 2001 – That '70s Show (TV-serie) (gästroll)
- 2003–2005 – Teen Titans (TV-serie)
- 2004–2006 – Brandy & herr Morris (TV-serie)
- 2007–2008 – Wayside (TV-serie)
- 2004 – Svampbob Fyrkant – Filmen
- 2005 – The Batman vs Dracula: The Animated Movie
- 2007 – Familjen Robinson
- 2009 – Transformers: De besegrades hämnd
- 2010–2018 – Äventyrsdags (TV-serie)
- 2011 – Transformers: Dark of the Moon
- 2011 – Nalle Puhs film – Nya äventyr i Sjumilaskogen
- 2012–2015 – Brickleberry (TV-serie)
- 2012 – Hotell Transylvanien
- 2015 – Svampbob Fyrkant: Äventyr på torra land
- 2017 – Transformers: The Last Knight
- 2020 – SvampBob: Svamp på rymmen
- 2020–2021 – Äventyrsdags: I fjärran land (TV-serie)
- 2025 – Plankton: Filmen